# Olší
Olší (deutsch Olschi, früher Olschy) ist eine Gemeinde in Tschechien. Sie liegt zehn Kilometer nordwestlich von Tišnov und gehört zum Okres Brno-venkov.

## Geographie
Olší befindet sich am Übergang der Bobravská vrchovina zur Böhmisch-Mährischen Höhe. Südöstlich erhebt sich die Horka (541 m) und im Nordwesten die Kraví hora (611 m).
Nachbarorte sind Bor im Norden, Sejřek im Nordosten, Rakové im Osten, Klokočí im Südosten, Kopaniny im Süden, Drahonín im Südwesten, Moravecké Pavlovice im Westen sowie Střítež, Jabloňov und Věžná im Nordwesten.

## Geschichte
Die älteste Erwähnung stammt aus dem Jahre 1242, als Bohuslav von Buková den Tempelherren in Jamolice seinen Hof in Olsze mit fünf Huben Land zum Dank für seine Rettung während des Mongolensturmes von 1241 schenkte. Dabei wurde indirekt auch die Pfarrkirche St. Georg erwähnt. Stephan von Medlov kaufte den Tempelherren 1243 die fünf Huben ab und überließ diese dem von ihm gegründeten Nonnenkloster in Doubravník. Das Dorf Olší wurde am 12. Februar 1285 durch Demetrius von Buková an der Stelle eines Erlenbusches gegründet. Er überließ dabei das Kirchpatronat dem Kloster Doubravník. Älter sind die Ortsteile Klokočí und Rakové, die seit 1235 als Teil des Doubravníker Sprengels nachweisbar sind. In der Mitte des 14. Jahrhunderts wurde Olší an die Herrschaft Meziříčí angeschlossen. Später wurde das Dorf dem Kloster Porta Coeli untertänig. Seit 1482 ist in Olší eine Feste und ein herrschaftlicher Hof nachweisbar, letzterer wurde 1786 parzelliert.
Nach der Aufhebung der Patrimonialherrschaften bildete Olší ab 1850 mit dem Ortsteil Rakoví eine Gemeinde im Brünner Bezirk und Gerichtsbezirk Tischnowitz. Seit 1896 gehörte die Gemeinde zum neu gebildeten Bezirk Tischnowitz. Nach der Auflösung des Okres Tišnov kam die Gemeinde mit Beginn des Jahres 1961 zum Okres Žďár nad Sázavou, zugleich wurden Klokočí (mit Rakové) und Litava eingemeindet.
Zwischen 1959 und 1989 wurde bei Olší Uranerz für die Sowjetunion abgebaut. Arbeiter des Ortes meldeten sich damals für den risikoreichen Uranabbau, da die Arbeit gut bezahlt war und nach zehn Dienstjahren in der unterirdischen Uranmine ein Pensionsanspruch möglich war.
Seit Beginn des Jahres 2005 kam die Gemeinde zum Okres Brno-venkov.

## Gemeindegliederung
Die Gemeinde Olší besteht aus den Ortsteilen Klokočí (Klokotsch), Litava (Littawa), Olší (Olschi) und Rakové (Rakowy).

## Politik

### Wappen
Blasonierung: „Geviert von Gold und Silber, in 1 ein grüner Buchenzweig mit schragenweise vier Blättern und kreuzweise drei roten geschlossenen Bucheckern, in 2 zwei schwarze Büffelhörner, in drei zwei rote Krebsscheren und in 4 innerhalb eines zwölfperligen schwarzen Kettenbordes ein schwarzes Tatzenkreuz.“

## Sehenswürdigkeiten
- Kirche des hl. Georg in Olší, die seit 1242 nachweisliche Pfarrkirche wurde im Jahre 1784 umgebaut. 1905 erfolgen Instandsetzungsarbeiten an der Kirche.
- Marmorkreuz an der Kirche, errichtet 1890
- Kapelle in Litava
- Kapelle in Rakové
- Kapelle in Klokočí